# 신동맥 협착증

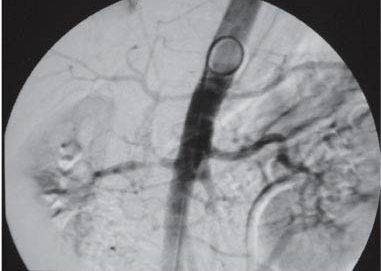

신동맥 협착증(RAS)은 신장 동맥 중 하나 또는 둘 모두의 협착 으로, 가장 흔히 죽상동맥경화증 또는 섬유근 이형성증에 의해 유발된다. 이러한 신장 동맥의 협착은 목표 신장으로의 혈류를 방해하여 2차 유형의 고혈압인 신혈관성 고혈압 을 유발할 수 있다. 신장 동맥 협착증의 가능한 합병증은 만성 신장 질환과 관상 동맥 질환이다.

## 징후 및 증상
신동맥 협착증의 대부분은 무증상이며 주요 문제는 약물로 조절되지 않는 고혈압이다. 두 신장 모두에 적절한 혈류가 공급되지 않으면 신장 기능 이 저하될 수 있으며, 또한 일부 신장 동맥 협착증이 있는 사람들은 폐부종 에피소드가 나타난다.

## 원인
신동맥 협착증은 대부분 죽상동맥경화증으로 인해 발생하며, 이는 플라크 축적으로 인해 신동맥이 경화되고 좁아지게 한다. 이것은 동맥경화성 신혈관 질환으로 알려져 있다.  이는 약 90%의 사례를 차지하며 나머지 대부분은 섬유근 이형성증 으로 인한 것이다. 섬유근 이형성증은 젊은 환자, 일반적으로 40세 미만의 여성에서 주된 원인이다.

## 병태생리학
신동맥 협착증의 병태생리학은 세뇨관 조직 에서 가장 눈에 띄는 신장 구조의 변화를 초래한다. 협착이 오래 지속 되고 심각한 경우 영향을 받는 신장의 사구체 여과율이 회복되지 않으며 (신장전) 신부전이 결과이다.
변경 사항은 다음과 같다.
- 섬유증
- 관형 세포 크기(감소)
- 보우만 캡슐의 농축
- 세뇨관 경화증
- 사구체 모세혈관 다발(위축)

## 진단
진단 기술은 다음과 같다.
- 신장의 도플러 초음파 검사[7]
- 불응 성 고혈압
- 청진 ( 청진기 포함) - bruit (돌진하는 소리)[8]
- 캡토프릴 챌린지 테스트[9]
- MAG3 스캔 으로 측정한 차등 신장 기능에 대한 Captopril 테스트 용량 효과.[10]
- 신장 동맥 조영술 .[11][12]

## 치료

### 죽상경화성 신동맥 협착증
초기에는 이뇨제를 포함한 약물과 혈압 조절 약물로 치료한다 . 고도의 신동맥 협착이 보고되고 약물로 혈압을 조절할 수 없거나 신기능이 악화되면 수술 을 고려할 수 있다. 가장 일반적으로 사용되는 절차는 스텐트 삽입 여부에 관계없이 최소 침습적 혈관 성형술이다. 이 접근 방식이 약물만 사용하는 것보다 더 나은 결과를 얻을 수 있는지는 불분명하다. 비교적 안전한 시술이다. 다른 모든 방법이 실패하고 신장이 고혈압을 악화시키는 것으로 생각되고 혈관성형술이나 수술을 통한 혈관재생술이 효과가 없다면, 영향을 받은 신장의 외과적 제거( 신절제술 )가 고혈압을 유의하게 개선할 수 있다.

### 섬유근 이형성증
혈관 성형술 단독은 섬유근 이형성증에서 선호되며, 스텐트 시술은 실패한 혈관 성형술이나 해부 같은 합병증을 위해 유보된다.